# Clive Barker's Jericho
Clive Barker's Jericho es un videojuego de terror desarrollado por MercurySteam y distribuido por Codemasters en el año 2007 para Xbox 360, PlayStation 3 y PC. Se trata de un juego de Acción en primera persona del tema horror sobrenatural, siendo Clive Barker el creador del guion original del videojuego.
Clive Barker's Jericho es una de las pocas producciones de la industria del videojuego que se ha desarrollado íntegramente por un equipo de programadores de España, MercurySteam.
Una demo fue lanzado el 26 de septiembre de 2007 para PC; y para Xbox 360 y PlayStation 3, vía Bazar Xbox Live y PlayStation Store respectivamente, el día 27 de septiembre de 2007.

## Argumento
Al principio de los tiempos, Dios creó la tierra y diferentes tipos de seres. Lo llamó el "Primogénito". Era un ser que no era ni bueno ni malo, ni luz ni oscuridad, ni hombre ni mujer, pero Dios lo hizo tan perfecto y le dio tanto poder que quiso deshacer lo que había hecho. Pero al haberlo dotado de tanto poder, no lo pudo destruir, así que lo desterró en un lugar llamado "Pyxis Prima", donde debería permanecer hasta el fin de los tiempos.
Dios creó al ser humano, hombre y mujer, un ser perfecto y hecho a su imagen, pero lo dotó de mucho menos poder. El hombre, sin saberlo, fundó la ciudad de "Al Khali" encima del Pyxis Prima.
Pero el Primogénito no estaba contento, y quería adquirir más poder, así que en cuanto podía, aparecía en nuestro mundo, y la ciudad de Al Khali con él. Cada vez que lo hizo, sedujo a algún ser humano con promesas de poder y conocimiento a cambio de que lo liberase, rompiendo el sello de su prisión mediante un sacrificio de sangre. En cada ocasión un grupo de 7 personas lo ha derrotado, renovando el sello que lo mantiene en su oscuro reino. Cuando el primogénito llegaba a nuestro mundo, se producía toda una serie de catástrofes y epidemias. Pero aunque el primogénito fuera desterrado, su poder aumentaba, ya que iba cogiendo trozos de nuestro mundo en cada ocasión. Así, el Pyxis Prima, se iba expandiendo y haciendo más grande, a la vez que el poder de El Primogénito crecía.
La prisión del primogénito se ha abierto anteriormente 4 veces: Durante la civilización Sumeria, en la época de la antigua Roma, a lo largo de las cruzadas y durante la Segunda Guerra Mundial. Cada vez, tarda menos años en reaparecer.
Ahora el Primogénito ha vuelto a nuestro mundo, y "Arnold Leach", el dirigente de una secta, quiere liberarlo de su prisión. El comando Jericho, formado por 7 militares con poderes paranormales y comandados por "Devin Ross", han sido enviados para atrapar a Leach y cerrar la brecha para desterrar al Primogénito de una vez por todas.

## Modo de juego
Jericho consiste en dirigir a siete hombres del equipo, permitiendo el control de todos ellos. El jugador es Devin Ross, que en un determinado momento del juego muere, dejando su alma. Esta alma se transfiere a un miembro del equipo, el cual podremos manejar. También podemos transferir el alma a otros miembro del grupo, permitiendo elegir personaje. Cada miembro del equipo posee dos armas y uno o dos poderes paranormales. Esto da al videojuego un toque táctico.
El equipo debe atravesar parajes que han sido transformados por el Primogénito y luchar contra sus deformes criaturas.
El juego también cuenta con varios "quick time events", donde el jugador debe presionar los botones correspondientes o teclas que aparece en pantalla con el fin de sobrevivir con éxito.

## Personajes

### Escuadrón Jericho
- Capitán Devin Ross: Antes de entrar en el escuadrón, era extremadamente escéptico respecto a todo lo paranormal. Devin Ross es trasladado al Departamento de Guerra Oculta (DOW) tras mostrar habilidades psíquicas durante una redada a una casa de seguridad talibán. Su habilidad le permite revivir a miembros caídos. Cerca del inicio del juego es asesinado por Arnold Leach, pero su espíritu sigue vivo en los cuerpos de sus compañeros de escuadrón.

- Capitán Xavier Jones: Poco se sabe de él. Segundo en el mando. La mayor parte de su carrera en la DOW la ha pasado en las oficinas. Es experto en proyecciones espectrales y telepatía. Durante el juego, los seres han recurrido a él para traducir su idioma.

- Lugarteniente Abigail Black: Es una francotiradora telekinética. Abigail Black pasó su infancia en la pobreza y su única meta era convertirse en la mejor francotiradora de EE. UU. Sus poderes psicokinéticos le permiten orientar las balas. También parece que comprende mejor que nadie a Simone Cole, como lo demuestra al tranquilizarla.

- Sargento Frank Delgado: Es un mestizo. De carácter fuerte. Gran conocedor de la alquimia y rituales chamanes. Por ello fue encarcelado. Solo posee un brazo libre, ya que el brazo derecho está cubierto por un caparazón. Por sus conocimientos, invocó al espíritu de fuego, Ababinili, y le ofreció como sacrificio su brazo derecho. Muestra un gran apreció hacía Church.

- Sargento Wilhelmina 'Billie' Church: Bruja de sangre. Realiza rituales de sangre que permite paralizar momentáneamente a los enemigos o incendiarlos. Church es experta en Ninjutsu y artes del sigilo. Muestra un gran apreció por Delgado.

- Corporal Simone Cole: Hija de dos programadores de Silicon Valley. Cole es un genio. Su gran inteligencia le permite manipular el tiempo y espacio mediante algoritmos matemáticos. Su misión es mantener la comunicación y el contacto con el equipo, además de recargar la munición. Ella tiene autismo leve y claustrofobia. Es atea y odia que le toquen.

- Padre Paul Rawlings: Un predicador con un turbio pasado. Conocedor de la historia del escuadrón Jericho y la misión. Él puede sanar a otros miembros del grupo a larga distancia o absorber energía de los enemigos. Es el más veterano del equipo, con experiencias en Irak y Vietnam. Tiene un carácter fuerte, ya que a veces recoge el mando al saber más que Ross. Su personalidad a veces le conduce a enfrentamientos con otros miembros, mayormente con Delgado.

### Villanos
- Arnold Leach: Leach fue una vez un dedicado miembro de la Sociedad, pero las visiones oscuras que le enviaba el Primogénito lo llevaron hacía las ruinas de Al-khali. Todo rastro de su humanidad desapareció, convirtiéndose en un demonio alado. Leach sirve al Primogénito y es líder de una secta, donde sus discípulos harán lo que sea para liberar al Primogénito.

- Hanne Lichthammer: Lichthammer (Martillo de luz, en alemán) fue una oficial nazi en la Segunda Guerra Mundial. Sadomasoquista extrema y poseedora de poderes psíquicos. Fue enviada Al-khali, pero acabó dentro del Prixys, transformándose en un zombi. Lichthammer es capaz de teletransportarse a voluntad y utilizar su potente telepatía para hacerse con el control de otros seres y ahondar en las mentes de los demás exponiendo sus más recónditos demonios, miedos y recuerdos.

- Obispo Maltheus St. Claire: Maltheus es tan cruel como demente. Durante las Cruzadas, Maltheus reunió un ejército de niños, permitidos por el Papa, con la excusa de que su inocencia les protegería de cualquier daño. Y con ellos se fue hacia Al-khali. Los niños fueron sacrificados por el ejército de Saladino y Maltheus huyó a su capilla. Las almas de los niños embrujaron la fortaleza y se convirtieron en abominaciones por el primogénito. El obispo se presenta enfrente del equipo Jericho, como un sacerdote de blanco. Controla a los niños a voluntad y se rodea de unos pétalos negros que le aportan defensa a la vez que ataque.

- Gobernador Cassus Vicus: Cassus es un obsceno pervertido, que disfruta de orgías de violencia y canibalismo. Por sus crímenes atroces, fue exiliado a Al-khali en la antigua Roma. Allí descubrió que era libre y construyó palacios, templos y coliseos a sus personas y para el disfrute de sus juegos. Vicus se presenta como una gran masa de sebo, de su estómago se derraman sangre y vísceras en descomposición.

- El Primogénito: Se trata del primer intento de Dios de crear el hombre, pero lo hizo tan poderoso que decidió encerrarlo en una dimensión, que fue enterrada bajo Al-khali. El Primogénito se presenta al escuadrón Jericho como un inocente niño, de piel negra y ojos blancos.